# Melinda Gordon
Melinda Gordon, synsk rollfigur i TV-serien Ghost Whisperer, spelad av Jennifer Love Hewitt.

## Biografi
Melinda Gordon är en ung kvinna som har förmågan att kunna se och kommunicera med döda personer, eller snarare med deras andar. Med hjälp av sin förmåga hjälper hon de döda att "gå till ljuset" och komma till den andra sidan.
Ibland kommer andarna och är lite för hastiga och skrämmer henne, medan andra andar i stort sett ber henne om hjälp. Hon bor med sin man Jim Clancy i den fiktiva staden Grandview och där trivs hon bra. I början av första säsongen hade de några problem med huset, då det av ålder ramlade sönder lite här och var. Detta gjorde att Jim inte fick lika mycket tid med Melinda som innan.
Hon driver också en antikaffär, förut ihop med sin vän Andrea Moreno. Dock dog Andrea i slutet av säsong 1, och till en början drev hon själv affären. Sedan blev hon vän med Delia Banks, som nu jobbar i affären också.